# Artus de Cossé-Brissac

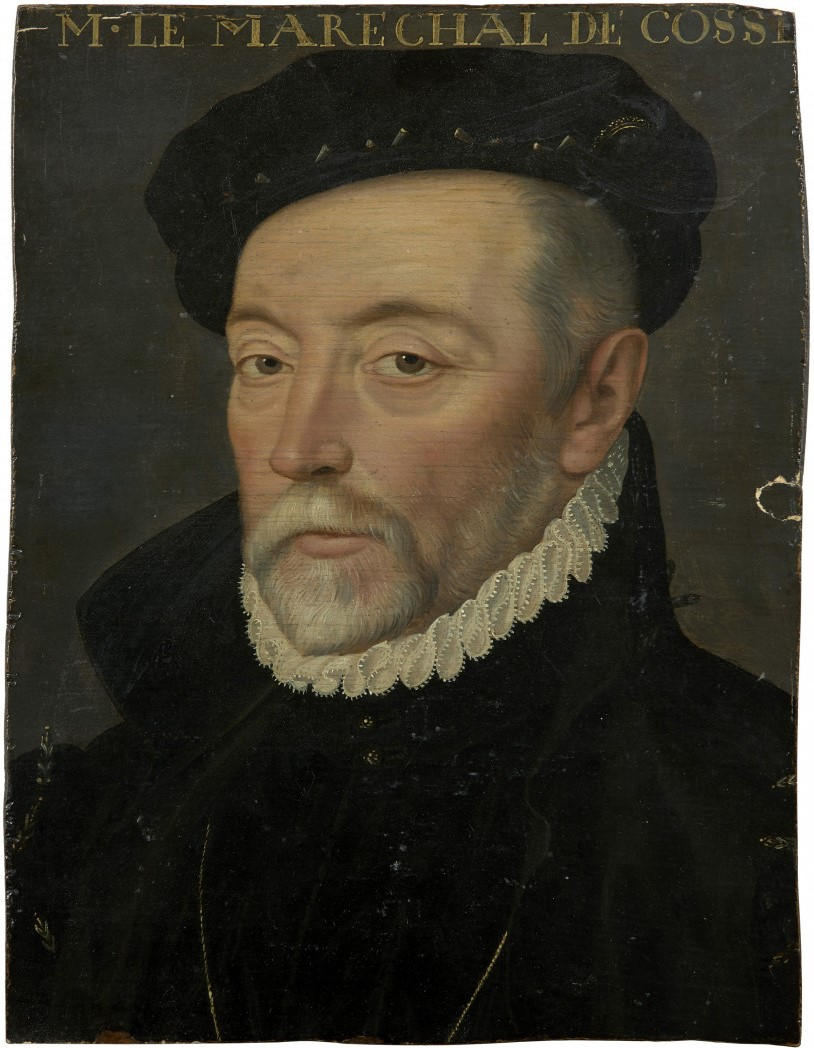
Porträtt av Artus de Cossé-Brissac

Artus de Cossé-Brissac, greve de Secondigny, seigneur de Gonnor, född 1512, död 1582, var en fransk marskalk. Han var bror till Charles I de Cossé.
Han deltog med sin bror i Henrik II:s krig mot Spanien, men spelade först under hugenottkrigen någon större roll. 1563 blev han överintendent över finanserna och 1567 marskalk. Som hertigen av Anjous närmaste man deltog han bland annat i slaget vid Moncontour 1569. 1581 sändes han till England för att förhandla om giftermål mellan drottning Elisabeth I och Frans av Anjou.